# Alexeter daisetsuzanus
Alexeter daisetsuzanus är en stekelart som beskrevs av Tohru Uchida 1930. Alexeter daisetsuzanus ingår i släktet Alexeter och familjen brokparasitsteklar. Inga underarter finns listade i Catalogue of Life.